# Полтавська міська рада
Полта́вська міська́ ра́да — орган місцевого самоврядування в Полтавській області. Адміністративний центр — Полтава.

## Адміністративний устрій
Міській раді підпорядковані:
- м. Полтава
  - Київський район
  - Подільський район
  - Шевченківський район

### Міські адміністративні райони
| Адміністративний район | Районна адміністрація                      |
| ---------------------- | ------------------------------------------ |
| Київський              | м. Полтава, вул. Решетилівська, 1/2, 36014 |
| Подільський            | м. Полтава, вул. Анатолія Кукоби, 39       |
| Шевченківський         | м. Полтава, вул. Івана Мазепи, 30, 79022   |

## Населення
Розподіл населення за віком та статтю (2001):
| Стать | Всього  | До 15 років | 15-24  | 25-44  | 45-64  | 65-85  | Понад 85 |
| --- | ------- | ----------- | ------ | ------ | ------ | ------ | -------- |
| Чоловіки | 143 566 | 22 375      | 30 393 | 43 441 | 34 891 | 11 939 | 527      |
| Жінки | 167 181 | 20 885      | 29 601 | 47 811 | 45 112 | 21 935 | 1837     |
| \| Статево-вікова піраміда \| Статево-вікова піраміда \| Статево-вікова піраміда \| \| ----------------------- \| ----------------------- \| ----------------------- \| \| Чоловіки \| Вік \| Жінки \| \| 527 \| 85 + \| 1837 \| \| 1018 \| 80-84 \| 2830 \| \| 2432 \| 75-79 \| 6003 \| \| 4081 \| 70-74 \| 6863 \| \| 4408 \| 65-69 \| 6239 \| \| 9121 \| 60-64 \| 11 851 \| \| 6164 \| 55-59 \| 7993 \| \| 9917 \| 50-54 \| 12 924 \| \| 9689 \| 45-49 \| 12 344 \| \| 10 361 \| 40-44 \| 12 447 \| \| 10 336 \| 35-39 \| 11 597 \| \| 10 523 \| 30-34 \| 11 337 \| \| 12 221 \| 25-29 \| 12 430 \| \| 13 889 \| 20-24 \| 13 883 \| \| 16 504 \| 15-20 \| 15 718 \| \| 9834 \| 10-14 \| 9437 \| \| 7241 \| 5-9 \| 6523 \| \| 5300 \| 0-4 \| 4925 \| |         |             |        |        |        |        |          |
| Статево-вікова піраміда |         |             |        |        |        |        |          |
| Чоловіки | Вік     | Жінки       |        |        |        |        |          |
| 527 | 85 +    | 1837        |        |        |        |        |          |
| 1018 | 80-84   | 2830        |        |        |        |        |          |
| 2432 | 75-79   | 6003        |        |        |        |        |          |
| 4081 | 70-74   | 6863        |        |        |        |        |          |
| 4408 | 65-69   | 6239        |        |        |        |        |          |
| 9121 | 60-64   | 11 851      |        |        |        |        |          |
| 6164 | 55-59   | 7993        |        |        |        |        |          |
| 9917 | 50-54   | 12 924      |        |        |        |        |          |
| 9689 | 45-49   | 12 344      |        |        |        |        |          |
| 10 361 | 40-44   | 12 447      |        |        |        |        |          |
| 10 336 | 35-39   | 11 597      |        |        |        |        |          |
| 10 523 | 30-34   | 11 337      |        |        |        |        |          |
| 12 221 | 25-29   | 12 430      |        |        |        |        |          |
| 13 889 | 20-24   | 13 883      |        |        |        |        |          |
| 16 504 | 15-20   | 15 718      |        |        |        |        |          |
| 9834 | 10-14   | 9437        |        |        |        |        |          |
| 7241 | 5-9     | 6523        |        |        |        |        |          |
| 5300 | 0-4     | 4925        |        |        |        |        |          |

## Склад ради
Рада складається з 42 депутатів та голови.
- Виконуючий обов'язки міського голови: Катерина Леонідівна Ямщикова

### Голови міської ради і міськвиконкому Полтави
| ПІБ                             | Основні відомості                                                                                               | Дата обрання | Дата звільнення |
| ------------------------------- | --- | ------------ | --------------- |
| Яцевський Іван Петрович         | Голова Полтавської міської ради                                                                                 | 1934         | 1935            |
| Бондаренко С.Т.                 | Голова виконавчого комітету Полтавської міської ради, член ВКП(б)                                               | 1943         | 1946            |
| Векленко Михайло Васильович     | Голова виконавчого комітету Полтавської міської ради, член ВКП(б)                                               | 1946         | 31.01.1950      |
| Уманець Григорій Захарович      | Голова виконавчого комітету Полтавської міської ради, 1905-, член ВКП(б)                                        | 31.01.1950   | 195.            |
| Безверхній Вілен Миколайович    | Голова виконавчого комітету Полтавської міської ради                                                            | 1972         | .07.1978        |
| Ківа Олександр Юхимович         | Голова виконавчого комітету Полтавської міської ради                                                            | .07.1978     | .10.1981        |
| Янко Юрій Іванович              | Голова виконавчого комітету Полтавської міської ради                                                            | .10.1981     | 198.            |
| Кукоба Анатолій Тихонович       | Голова Полтавської міської ради, нар. 1948, безпартійний                                                        | квітень 1990 | 1994            |
| Кукоба Анатолій Тихонович       | Міський голова Полтави (згідно з новим законом «Про місцеве самоврядування в Україні»), нар. 1948, безпартійний | 1994         | 1998            |
| Кукоба Анатолій Тихонович       | Міський голова Полтави, нар. 1948, безпартійний                                                                 | 1998         | 2002            |
| Кукоба Анатолій Тихонович       | Міський голова Полтави, нар. 1948, безпартійний                                                                 | 2002         | 2006            |
| Матковський Андрій Всеволодович | Міський голова, нар. 1964, безпартійний                                                                         | 26.11.2006   | 31.10.2010      |
| Мамай Олександр Федорович       | Міський голова, нар. 1968, освіта середня загальна, безпартійний                                                | 31.10.2010   | 14.09.2018      |
| Шамота Олександр Сергійович     | Тимчасовий в.о. міського голови, нар. 1981, освіта вища, безпартійний                                           | 14.09.2018   | 22.11.2020      |
| Мамай Олександр Федорович       | Міський голова, нар. 1968, освіта вища, безпартійний                                                            | 22.11.2020   | 01.03.2023      |
| Карпов Андрій Анатолійович      | Тимчасовий в.о. міського голови нар. 1976, освіта вища, член партії ЄС                                          | 01.03.2023   | 28.07.2023      |
| Ямщикова Катерина Леонідівна    | Тимчасовий в.о. міського голови нар. 1990, освіта вища, член партії Слуга народу                                | 28.07.2023   |                 |

Примітка: таблиця складена за даними джерела

### Депутати
За результатами місцевих виборів 2020 року депутатами ради стали:

#### За суб'єктами висування
| Суб'єкт висування                         | Кількість обраних депутатів |
| ----------------------------------------- | --------------------------- |
| Партія "За Майбутнє"                      | 10                          |
| Партія "Слуга Народу"                     | 9                           |
| Партія "Європейська Солідарність"         | 6                           |
| Партія "Рідне Місто"                      | 6                           |
| Партія "Опозиційна платформа - "За життя" | 4                           |
| "Партія простих людей Сергія Капліна"     | 4                           |
| Партія "ВО Свобода"                       | 3                           |

#### За округами
| Прізвище, ім'я, по батькові                  | Освіта      | Партійна приналежність                            | Відомості про обраного депутата                                              |
| -------------------------------------------- | ----------- | ------------------------------------------------- | ---------------------------------------------------------------------------- |
| Партія "За Майбутнє"                         |             |                                                   |                                                                              |
| Гонтовий Сергій Анатолійович                 | Освіта вища | позапартійний                                     | Приватний підприємець                                                        |
| Дикань Євген Олександрович                   | Освіта вища | член партії «За майбутнє»                         | Приватний підприємець                                                        |
| Діденко Іван Володимирович                   | Освіта вища | позапартійний                                     | Комерційний директор ТОВ «Спортек і К»                                       |
| Еренбург Ігор Юрійович                       | Освіта вища | член партії «За майбутнє»                         | Заступник голови правління СТ «ЛЕОЛ»                                         |
| Калуцький Олександр Вікторович               | Освіта вища | позапартійний                                     | ФОП Калуцький                                                                |
| Климко Ірина Григорівна                      | Освіта вища | член партії «За майбутнє»                         | Директор ТОВ «Полтава Реал Естейт Груп»                                      |
| Муравенко Мілена Віталіївна                  | Освіта вища | позапартійна                                      | ФОП Муравенко М.В.                                                           |
| Пархоменко Валерій Олексійович               | Освіта вища | позапартійний                                     | Радник міського голови                                                       |
| Поліщук Денис Володимирович                  | Освіта вища | позапартійний                                     | Приватний підприємець                                                        |
| Соліман Маріанна Хайдарівна                  | Освіта вища | позапартійна                                      | ФОП Соліман М. Х.                                                            |
| Партія "Слуга Народу"                        |             |                                                   |                                                                              |
| Бабіч Катерина Леонідівна                    | Освіта вища | позапартійна                                      | Фізична особа-підприємець                                                    |
| Бражник Юрій Юрійович                        | Освіта вища | позапартійний                                     | Приватний підприємець                                                        |
| Іващенко Сергій Васильович                   | Освіта вища | член партії «Слуга народу»                        | Директор ТОВ «Будівельна компанія «Комбінат виробничих підприємств»          |
| Марюхненко Сергій Валерійович                | Освіта вища | позапартійний                                     | Приватний підприємець                                                        |
| Нестуля Світлана Іванівна                    | Освіта вища | позапартійна                                      | Директор ННІЛ ВНЗ Укоопспілки «Полтавський університет економіки і торгівлі» |
| Пілатова Марина Василівна                    | Освіта вища | позапартійна                                      | Помічниця народного депутата Дмитра Нальотова на громадських засадах         |
| Ямщиков Вадим Вікторович                     | Освіта вища | позапартійний                                     | Фізична особа-підприємець                                                    |
| Янко Євгенія Сергіївна                       | Освіта вища | позапартійна                                      | Начальник юридичного відділу ТОВ «Об'єднання «Астера»                        |
| Ярмолюк Антон Сергійович                     | Освіта вища | позапартійний                                     | Приватний підприємець                                                        |
| Партія "ЄВРОПЕЙСЬКА СОЛІДАРНІСТЬ"            |             |                                                   |                                                                              |
| Городчаніна Юлія Валеріївна                  | Освіта вища | член партії «Європейська солідарність»            | Голова громадської організації «Нова Полтава», ФОП Городчаніна Ю.В           |
| Дедюхін Олександр Сергійович                 | Освіта вища | позапартійний                                     | Настоятель Свято-Миколаївського храму ПЦУ м. Полтава                         |
| Дрюк Оксана Володимирівна                    | Освіта вища | член партії «Європейська солідарність»            | Директор КП «Міський духовий оркестр «Полтава»                               |
| Івахов Олександр Володимирович               | Освіта вища | член партії «Європейська солідарність»            | Директор ТОВ «Астера»                                                        |
| Карпов Андрій Анатолійович                   | Освіта вища | член партії «Європейська солідарність»            | Телеведучий телеканалу «Прямий»                                              |
| Костенко Юлія Миколаївна                     | Освіта вища | позапартійна                                      | Редактор прямих ефірів PTV «Полтавське телебачення»                          |
| Партії "РІДНЕ МІСТО"                         |             |                                                   |                                                                              |
| Бойко Тарас Григорович                       | Освіта вища | член партії «Рідне місто»                         | Тимчасово безробітний                                                        |
| Венгровський Максим Васильович               | Освіта вища | член партії «Рідне місто»                         | Директор ТОВ «Віват Провінція»                                               |
| Волков Едуард Костянтинович                  | Освіта вища | член партії «Рідне місто»                         | Адвокат, керівник апарату політичної партії «Рідне місто»                    |
| Лоза Вікторія Володимирівна                  | Освіта вища | позапартійна                                      | Тимчасово безробітня                                                         |
| Ніколаєнко Євген Анатолійович                | Освіта вища | член партії «Рідне місто»                         | Голова наглядової ради ПрАТ «Полтавський вентиляторний завод»                |
| Удовіченко Олександр Васильович              | Освіта вища | член партії «Рідне місто»                         |                                                                              |
| Партія "ОПОЗИЦІЙНА ПЛАТФОРМА - ЗА ЖИТТЯ"     |             |                                                   |                                                                              |
| Годяк Тетяна Олександрівна                   | Освіта вища | член партії «Опозиційна платформа «За життя»      | Член ради директорів Європейського співтовариства з охорони праці ESOSH      |
| Деркач Оксана Антонівна                      | Освіта вища | член партії «Опозиційна платформа «За життя»      | Приватний підприємець                                                        |
| Момонт Євген Андрійович                      | Освіта вища | член партії «Опозиційна платформа «За життя»      | Начальник ПВВ РБУ-1 БМФ «Укргазпромбуд»                                      |
| Чміль Віктор Іванович                        | Освіта вища | член партії «Опозиційна платформа «За життя»      | Директор ТОВ «Ворскла»                                                       |
| Партія "ПАРТІЯ ПРОСТИХ ЛЮДЕЙ СЕРГІЯ КАПЛІНА" |             |                                                   |                                                                              |
| Артеменко Олександр Степанович               | Освіта вища | позапартійний                                     | Директор ПП «АРТСІМ»                                                         |
| Каплін Владлена Олександрівна                | Освіта вища | член партії «Партія простих людей Сергія Капліна» | Помічник адвоката адвокатського об'єднання «Адвокати України»                |
| Каплін Сергій Миколайович                    | Освіта вища | член партії «Партія простих людей Сергія Капліна» | Голова політичної партії «Партія простих людей Сергія Капліна»               |
| Кислов Ігор Миколайович                      | Освіта вища | член партії «Партія простих людей Сергія Капліна» | Голова Полтавської обласної організації ФСТ «Україна»                        |
| Партія Всеукраїнське об'єднання "СВОБОДА"    |             |                                                   |                                                                              |
| Бублик Юрій Васильович                       | Освіта вища | позапартійний                                     | Керівник підрозділу з реклами та зв'язків з громадськістю ФОП Капустян Н. В. |
| Матвійчук Юліан Олександрович                | Освіта вища | член партії «ВО «Свобода»                         | Заступник директора ПП «Назаренко І.І.» з питань охорони та безпеки          |
| Скляр Ігор Дмитрович                         | Освіта вища | член партії «ВО «Свобода»                         | тимчасово не працює                                                          |